# Lok 1414
Lok 1414 (auch Lok Vierzehn vierzehn) ist eine ab 1948 publizierte Kinderbuchreihe des österreichischen Autors Friedrich Feld, die ab 1959 in Deutschland auch auf Hörspiel-Schallplatten erschien.

## Geschichte
In Deutschland erschien das Buch Vierzehn Vierzehn geht auf Urlaub; illustriert wurde es von Rolf Rettich. Eine erste Hörspielversion der Lok 1414 auf Urlaub wurde bereits 1949 im Hessischen Rundfunk im Kinderfunk gesendet. Regie führte Wilhelm Semmelroth.
Als Hörspiele ab den 1950er/1960er Jahren auf 17-cm-Schallplatten erstveröffentlicht wurden Lok 1414
- … geht auf Urlaub
- … hat Geburtstag
- … im wilden Westen
- … lernt zaubern
- … tritt im Zirkus auf
- … und das wildgewordene Nashorn
- … und das Wunderkind
- … und der fliegende Teppich
- … und der grüne Autobus
- … und die Geistermühle
- … und die Schatzhöhle

Auch diese Reihe basierte auf kurzen Radiofassungen, nun vom Kinderfunk des Südwestfunks Baden-Baden. Zum Teil waren in die Cover der Schallplatten Hefte mit dem Hörspieltext zum Mitlesen sowie großformatigen Bildern integriert. Es folgten auch Veröffentlichungen auf Kompilationen, insbesondere auch auf Märchenplatten und -kassetten mit Hörspielen anderer Autoren wie die Brüder Grimm.
2010 erschien zudem eine von den ursprünglichen kommerziellen Veröffentlichungen abweichende zweite Hörspielfassung des Hessischen Rundfunks von Lok 1414 geht auf Urlaub im Audioverlag auf CD. Diese stammt aus dem Jahr 1952. Parallel dazu veröffentlichte der Boje Verlag auch das lange vergriffene Buch wieder und sprach von einer Wiederentdeckung eines Kinderbuchklassikers.
Vom einstmaligen Erfolg der zeitweise nahezu vergessenen Reihe zeugen die Auflagenzahlen der Hörspiele und Fankommentare im Internet; hinzu kommen Äußerungen von Prominenten, die die Lok-LPs als Lieblingshörspiele ihrer Kinderzeit erwähnen.

## Veröffentlichungen
- Lok 1414 geht auf Urlaub. Illustriert von Rolf Rettich, Boje-Verlag, 2010, ISBN 978-3-414-82117-1
- Lok 1414 geht auf Urlaub. Hörspiel, Der Audio Verlag, ISBN 978-3-89813-933-5

## Weblink
- Hallo liebe Lok 1414 Freunde. Archiviert vom Original am 28. Januar 2021; abgerufen am 27. Juni 2022.